# Josué Gaxiola
Josué Gastón Gaxiola Leyva (* 2. September 1997 in Guasave, Sinaloa) ist ein mexikanischer Beachvolleyballspieler.

## Karriere
Josué Gaxiola spielt seit 2014 mit seinem Partner José Luis Rubio Beachvolleyball. Bis 2019 starteten Gaxiola/Rubio fast ausschließlich auf kontinentalen NORCECA-Turnieren. 2016 wurden sie in Luzern U21-Vizeweltmeister. Ein Jahr später wurde Gaxiola mit Jose Cardenas Fünfter der gleichen Veranstaltung, die diesmal in Nanjing stattfand. Bei zwei Wettbewerben in Mexiko in der folgenden Saison erreichten die beiden das Podium, je einmal als Sieger und als Dritter. Anschließend war Gaxiola wieder mit seinem ursprünglichen Partner aktiv und erreichte mit ihm bei fünf weiteren NORCECA Veranstaltungen zwei Siege und zwei weitere Finalteilnahmen. Seit Ende 2019 starteten die beiden Mexikaner auch auf der FIVB World Tour, bei der sie im März 2020 beim 4-Sterne-Turnier in Doha Platz zwei erreichten. Durch den Sieg im Continental Cup im heimischen Colima qualifizierten sie sich für die Olympischen Spiele 2021 in Tokio. Hier erreichten sie als Dritte ihrer Vorrundengruppe das Achtelfinale, in dem sie gegen die Brasilianer Alison/Álvaro Filho ausschieden. Letzter Wettbewerb der beiden war das Elite 16 in Rosarito in ihrem Heimatland im März 2022. Dort belegten sie sieglos aber mit einem Satzgewinn den geteilten dreizehnten Rang.